# 陳映竹 (運動員)
陳映竹（1995年2月18日—）是台灣滑輪溜冰和滑冰運動員，2017年臺北世大運滑輪溜冰300公尺計時賽第二名、500公尺爭先賽第一名、3000公尺接力第一名。2017年世界滑輪溜冰錦標賽500公尺第四名、300公尺銀牌（26秒105、0.086秒）。陳映竹在2025年亞洲冬季運動會參加競速滑冰女子100公尺項目，以10秒51的成績奪得銅牌，為台灣奪得首面亞冬運獎牌。

## 外部連結
- 陳映竹在SpeedSkatingNews的頁面（英語）